# الخلفاء الراشدون

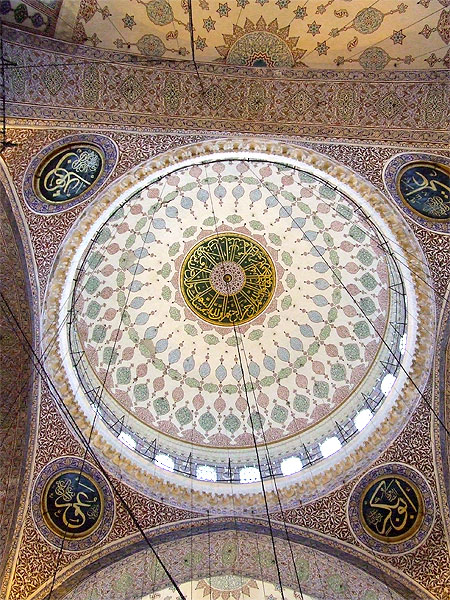
أسماء الخلفاء الأربع مكتوبة على سقف يني جامع في إسطنبول.

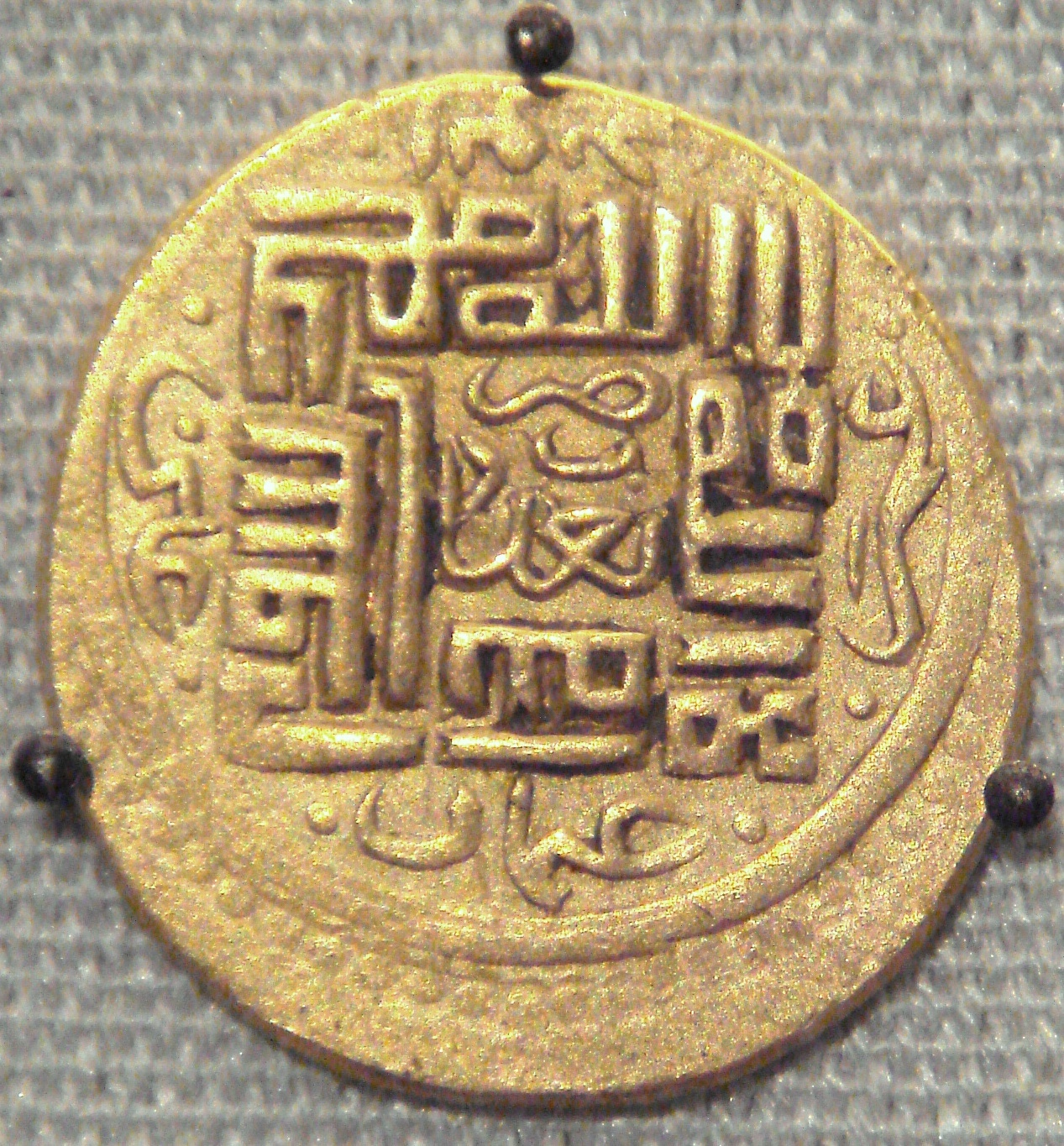
أسماء الخلفاء الأربعة منقوشة على عملة من عهد الجلائريين

الخُلَفاءُ الرَّاشِدون هو مصطلح يشير إلى الخلفاء المسلمين الأوائل الذين تعاقبوا على إمارة المسلمين بعد وفاة الرسول محمد بما عُرف بالخلافة الراشدة، وتتمايز عن خلفاء الدولة الأموية، وتتفق الآراء على أن تلك الفترة هي 30 عامًا (11 – 41 هـ)، واشتمالها على خلافة كل من أبي بكر وعمر بن الخطاب وعثمان بن عفان وعلي بن أبي طالب، والحسن بن علي بن أبي طالب، كانت المدينة المنورة عاصمتهم إلى أن اتخذ علي بن أبي طالب الكوفة عاصمة له. توسع الإسلام في عهودهم إلى خارج حدود شبه الجزيرة العربية.

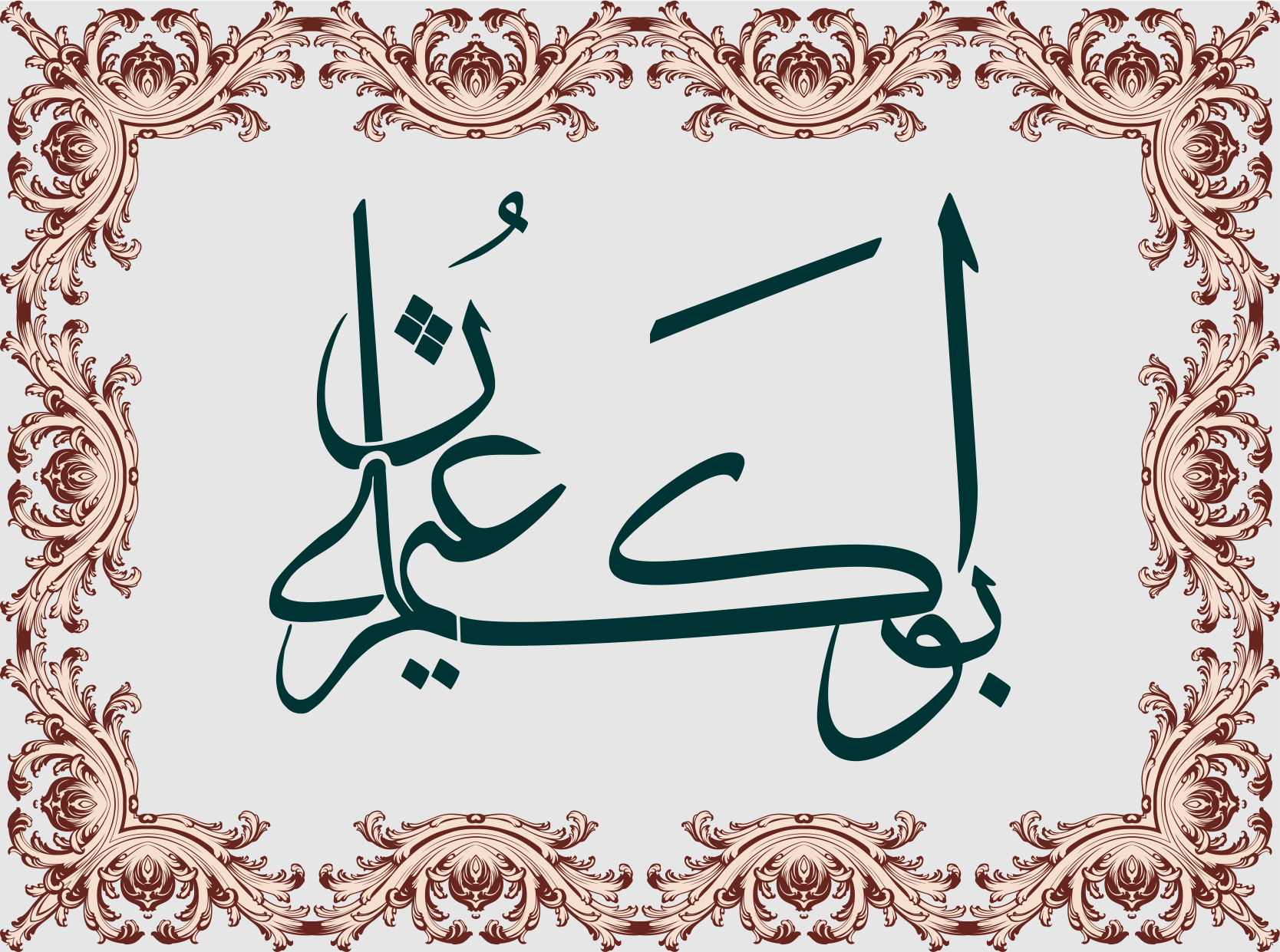
الخلفاء الراشدون، أبو بكر، عمر، عثمان وعلي

## أبو بكر الصديق
أبو بَكر الصّدِّيق عبد الله بن أبي قُحافة التَّيمي القُرَشيّ (50 ق.هـ –  13هـ / 573 – 634 م) هو أولُ الخُلفاء الراشدين، وأحد العشرة المُبشرين بالجنَّة، وهو وزيرُ نبيّ الإسلام مُحمد وصاحبهُ، ورفيقهُ عند هجرته إلى المدينة المنورة. يَعدُّه أهل السنة والجماعة خيرَ الناس بعد الأنبياء والرسل، وأكثرَ الصَّحابة إيمانًا وزهدًا، وأحبَّ الناس إلى النبي مُحمد بعد زوجته عائشة. عادة ما يُلحَق اسمُ أبي بكرٍ بلقب الصّدِّيق، وهو لقبٌ لقَّبه إياه النبي مُحمد لكثرةِ تصديقه إياه.
ولد أبو بكر الصدِّيق في مكة سنة 573 م بعد عام الفيل بسنتين وستة أشهر، وكان من أغنياء قُريش في الجاهليَّة، فلما دعاه النبي مُحمد إلى الإسلام أسلمَ دون تردد، فكان أول من أسلم مِن الرجال الأحرار. ثم هاجر أبو بكر مُرافقًا للنبي مُحمد من مكة إلى المدينة، وشَهِد غزوة بدر والمشاهد كلها مع النبي مُحمد، ولما مرض النبي مرضه الذي مات فيه أمر أبا بكر أن يَؤمَّ الناس في الصلاة. توفي النبي مُحمد يوم الإثنين 12 ربيع الأول سنة 11 هـ، وبويع أبو بكر بالخِلافة في اليوم نفسه، فبدأ بإدارة شؤون الدولة الإسلامية من تعيين الولاة والقضاء وتسيير الجيوش، وارتدت كثير من القبائل العربية عن الإسلام، فأخذ يقاتلها ويُرسل الجيوش لمحاربتها حتى أخضع الجزيرة العربية بأكملها تحت الحُكم الإسلامي، ولما انتهت حروب الرِّدة، بدأ أبو بكر بتوجيه الجيوش الإسلامية لفتح العراق وبلاد الشَّام، ففتح مُعظم العراق وجزءًا كبيرًا من أرض الشَّام. توفي أبو بكر يوم الإثنين 22 جمادى الآخرة سنة  13 هـ، وكان عمره ثلاثًا وستين سنة، فخلفه من بعده عمر بن الخطَّاب.
أعماله
- حروب الردة : بعد وفاة النبي ارتدت بعض القبائل عن الإسلام ومنعت الزكاة فقام أبو بكر الصديق بمحاربتها، وقال أيضًا: «والله لأقاتلن من فرق بين الصلاة والزكاة، فإن الزكاة حق المال، والله لو منعوني عناقاً (الأنثى من ولد المعز) كانوا يؤدونها إلى رسول الله ﷺ لقاتلتهم على منعها»[4][5]
- بعث جيش أسامة بن زيد: كان الرسول قد جهّز جيشًا لقتال الروم وأمر عليه أسامة بن زيد، وعندما مات النبي، واصل أبو بكر الصديق مهمة إرسال الجيش وبرغم اعتراض الصحابة على كون أسامة بن زيد هو قائد الجيش بسبب صغر سنه إلا أنه أصر على بعث الجيش كما أصر على كون قائده أسامة بن زيد حتى لا يخالف أمر الرسول.[6] ، فقال أبو بكر: «والذي نفس أبي بكر بيده، لو ظننت أن السباع تخطفني لأنفذت بعث أسامة كما أمر به رسول الله ﷺ، ولو لم يبق في القرى غيري لأنفذته».[7]
- جمع القرآن : قتل الكثير من حفاظ القرآن في حروب الردة فأشار عمر بن الخطاب على أبي بكر الصديق بجمع القرآن في مصحف واحد وقام بتجميع القرآن الكريم بعدما كتب على أشياء متفرقة.
- الفتوحات الإسلامية : واصل أبو بكر الصديق فتح البلاد، وكانت أهم فتوحاته فتح بلاد الشام وفتح العراق. فأرسل جيش خالد بن الوليد إلى الكوفة بالعراق، وأرسل جيش أبي عبيدة بن الجراح إلى حمص. وأرسل جيش يزيد بن أبي سفيان إلى دمشق. وأرسل جيش شرحبيل بن حسنة إلى الأردن. وأرسل جيش عمرو بن العاص إلى القدس.

## عمر بن الخطاب
أبو حفص عمر بن الخطاب العدوي القرشي، المُلقب بالفاروق، هو ثاني الخلفاء الراشدين ومن كبار أصحاب الرسول محمد، وأحد أشهر الأشخاص والقادة في التاريخ الإسلامي ومن أكثرهم تأثيرًا ونفوذًا. هو أحد العشرة المبشرين بالجنة، ومن علماء الصحابة وزهّادهم. تولّى الخلافة الإسلامية بعد وفاة أبي بكر الصديق في 23 أغسطس سنة 634م، الموافق للثاني والعشرين من جمادى الآخرة سنة 13 هـ. كان ابن الخطّاب قاضيًا خبيرًا وقد اشتهر بعدله وإنصافه الناس من المظالم، سواء كانوا مسلمين أو غير مسلمين، وكان ذلك أحد أسباب تسميته بالفاروق، لتفريقه بين الحق والباطل.
هو مؤسس التقويم الهجري، وفي عهده بلغ الإسلام مبلغًا عظيمًا، وتوسع نطاق الدولة الإسلامية حتى شمل كامل العراق ومصر وليبيا والشام وفارس وخراسان وشرق الأناضول وجنوب أرمينية وسجستان، وهو الذي أدخل القدس تحت حكم المسلمين لأول مرة وهي ثالث أقدس المدن في الإسلام، وبهذا استوعبت الدولة الإسلامية كامل أراضي الإمبراطورية الفارسية الساسانية وحوالي ثلثيّ أراضي الامبراطورية البيزنطية. تجلّت عبقرية عمر بن الخطاب العسكرية في حملاته المنظمة المتعددة التي وجهها لإخضاع الفرس الذين فاقوا المسلمين قوة، فتمكن من فتح كامل إمبراطوريتهم خلال أقل من سنتين، كما تجلّت قدرته وحنكته السياسية والإدارية عبر حفاظه على تماسك ووحدة دولة كان حجمها يتنامى يومًا بعد يوم ويزداد عدد سكانها وتتنوع أعراقها.

## عثمان بن عفان
أبو عَبدِ اللهِ عُثمَانُ بْنُ عفَّانَ الأُمَوِيُّ القُرَشِيُّ (47 ق.هـ - 35 هـ / 576 - 656م) ثالث الخلفاء الراشدين، وأحد العشرة المبشرين بالجنة، ومن السابقين إلى الإسلام. يكنى ذا النورين لأنه تزوج اثنتين من بنات نبي الإسلام محمد، حيث تزوج من رقية ثم بعد وفاتها تزوج من أم كلثوم.
كان عثمان أول مهاجر إلى أرض الحبشة لحفظ الإسلام ثم تبعه سائر المهاجرين إلى أرض الحبشة. ثم هاجر الهجرة الثانية إلى المدينة المنورة. وكان رسول اللَّه يثق به ويحبه ويكرمه لحيائه وأخلاقه وحسن عشرته وما كان يبذله من المال لنصرة المسلمين والذين آمنوا بالله، وبشّره بالجنة كأبي بكر وعمر وعلي وبقية العشرة، وأخبره بأنه سيموت شهيداً.
بويع عثمان بالخلافة بعد الشورى التي تمت بعد وفاة عمر بن الخطاب سنة 23 هـ (644 م)، وقد استمرت خلافته نحو اثني عشر عاماً. تم في عهده جمع القرآن وعمل توسعة للمسجد الحرام وكذلك المسجد النبوي، وفتحت في عهده عدد من البلدان وتوسعت الدولة الإسلامية، فمن البلدان التي فتحت في أيام خلافته أرمينية وخراسان وكرمان وسجستان وإفريقية وقبرص. وقد أنشأ أول أسطول بحري إسلامي لحماية الشواطئ الإسلامية من هجمات البيزنطيين.
في النصف الثاني من خلافة عثمان التي استمرت لمدة اثنتي عشرة سنة، ظهرت أحداث الفتنة التي أدت إلى اغتياله. وكان ذلك في يوم الجمعة الموافق 18 من شهر ذي الحجة سنة 35 هـ، وعمره اثنتان وثمانون سنة، ودفن في البقيع بالمدينة المنورة.

## علي بن أبي طالب
أبو الحسن علي بن أبي طالب الهاشمي القُرشي (13 رجب 23 ق.هـ / 17 مارس 599 م – 21 رمضان 40 هـ / 27 يناير 661 م) ابن عم الرسول محمد بن عبد الله وصهره، من آل بيته، وأحد أصحابه، هو رابع الخلفاء الراشدين عند السنة وأحد العشرة المبشرين بالجنة وأوّل الأئمّة عند الشيعة. ولد في مكة وتشير مصادر التاريخ بأن ولادته كانت في جوف الكعبة، وأُمّه فاطمة بنت أسد الهاشميّة. أسلم قبل الهجرة النبويّة، وهو ثاني أو ثالث الناس دخولا في الإسلام، وأوّل من أسلم من الصبيان. هاجر إلى المدينة المنورة بعد هجرة الرسول بثلاثة أيّام وآخاه النبي محمد مع نفسه حين آخى بين المسلمين، وزوجه ابنته فاطمة في السنة الثانية من الهجرة.
شارك علي في كل غزوات الرسول عدا غزوة تبوك حيث خلّفه فيها النبي محمد على المدينة. وعُرف بشدّته وبراعته في القتال فكان عاملاً مهماً في نصر المسلمين في مختلف المعارك وابرزها غزوة الخندق ومعركة خيبر. لقد كان علي موضع ثقة الرسول محمد فكان أحد كتاب الوحي وأحد أهم سفرائه ووزرائه. تعد مكانة علي بن أبي طالب وعلاقته بأصحاب الرسول موضع خلاف تاريخي وعقائدي بين الفرق الإسلامية المختلفة، فيرى بعضهم أن الله اختاره وصيّاً وإماماً وخليفةً للمسلمين، وأنّ محمداً قد أعلن ذلك في خطبة الغدير، لذا اعتبروا أنّ اختيار أبي بكر لخلافة المسلمين كان مخالفاً لتعاليم النبي محمد، كما يرون أنّ علاقة بعض الصحابة به كانت متوتّرة. وعلى العكس من ذلك ينكر بعضهم حدوث مثل هذا التنصيب، ويرون أنّ علاقة أصحاب الرسول به كانت جيدة ومستقرّة. ويُعدّ اختلاف الاعتقاد حول علي هو السبب الأصلي للنزاع بين السنة والشيعة على مدى العصور.
بويع بالخلافة سنة 35 هـ (656 م) بالمدينة المنورة، حكم خمس سنوات وثلاث أشهر وصفت بعدم الاستقرار السياسي، لكنها تميزت بتقدم حضاري ملموس خاصة في عاصمة الخلافة الجديدة الكوفة. وقعت الكثير من المعارك بسبب الفتن التي تعد امتدادا لفتنة مقتل عثمان، مما أدى لتشتت صف المسلمين وانقسامهم لشيعة علي الخليفة الشرعي، وشيعة عثمان المطالبين بدمه على رأسهم معاوية بن أبي سفيان الذي قاتله في صفين، وعائشة بنت أبي بكر ومعها طلحة بن عبيد الله والزبير بن العوام الذين قاتلوه في يوم الجمل بفعل فتنة أحدثها البعض حتى يتحاربوا؛ كما خرج على علي جماعة عرفوا بالخوارج وهزمهم في النهروان، وظهرت جماعات تعاديه وتتبرأ من حكمه وسياسيته سموا بالنواصب ولعل أبرزهم الخوارج. واستشهد على يد عبد الرحمن بن ملجم في رمضان سنة 40 هـ 661 م.
اشتهر علي عند المسلمين بالفصاحة والحكمة، فينسب له الكثير من الأشعار والأقوال المأثورة. كما يُعدّ رمزاً للشجاعة والقوّة ويتّصف بالعدل والزُهد حسب الروايات الواردة في كتب الحديث والتاريخ. كما يُعتبر من أكبر علماء في عصره علماً وفقهاً إنْ لم يكن أكبرهم على الإطلاق كما يعتقد الشيعة وبعض السنة، بما فيه عدد من الفرق الصوفيّة.

## ملخص الخلفاء
| اسم الخليفة     | مدة الخلافة   | الحياة          |
| --------------- | ------------- | --------------- |
| أبو بكر الصديق  | 11 هـ - 13 هـ | 50 ق هـ - 13 هـ |
| عمر بن الخطاب   | 13 هـ - 23 هـ | 40 ق هـ - 23 هـ |
| عثمان بن عفان   | 23 هـ - 35 هـ | 47 ق هـ - 35 هـ |
| علي بن أبي طالب | 35 هـ - 40 هـ | 23 ق هـ - 40 هـ |

## من وصفوا بالخليفة الخامس

### الحسن بن علي
الحسن بن علي بن أبي طالب الهاشمي القرشي (15 رمضان 3 هـ - 49 هـ، أو 50 هـ، أو 51 هـ / 4 مارس 625 م - 670 م)، هو أول أسباط نبي الله محمد بن عبد الله وحفيده، وخامس الخلفاء الراشدين، والإمام الثاني عند الشيعة، أطلق عليه النبي محمد لقب سيد شباب أهل الجنة فقال: «الحسَنَ والحُسَيْنَ سيِّدا شبابِ أَهْلِ الجنَّةِ»، وكنيته أبو محمد، أبوه علي بن أبي طالب ابن عم النبي محمد، ورابع الخلفاء الراشدين، وأول الأئمة عند الشيعة، أمه: فاطمة بنت النبي محمد، وقيل إنه أشبه الناس بالنبي.
ولد في النصف من شهر رمضان عام 3 هـ، وكان النبي محمد يحبه كثيرًا ويقول: «اللهم إني أحبه فأحبه»، وكان يأخذه معه إلى المسجد النبوي في أوقات الصلاة، فيصلي بالناس، وكان الحسن يركب على ظهره وهو ساجد، ويحمله على كتفيه، ويُقبّله ويداعبه ويضعه في حجره ويَرْقِيه، كما كان يعلمه الحلال والحرام، توفي جده النبي محمد سنة 11 هـ وكذلك توفيت أمه فاطمة في نفس السنة، شارك الحسن في الجهاد في عهد عثمان، فشارك في فتح إفريقية تحت إمرة عبد الله بن سعد بن أبي السرح، وشارك في فتح طبرستان وجرجان في جيش سعيد بن العاص، كما شارك في معركة الجمل ومعركة صفين.
بويع بالخلافة في أواخر سنة 40 هـ بعد وفاة علي بن أبي طالب في الكوفة. واستمر بعد بيعته خليفة للمسلمين نحو ثمانية أشهر، ثم تنازل عنها لصالح معاوية بن أبي سفيان بعد أن صالحه على عدد من الأمور. وانتقل الحسن بعد ذلك من الكوفة إلى المدينة المنورة وعاش فيها بقية حياته حتى توفي في سنة 49 هـ، وقيل سنة 50 هـ لخمسِ ليالٍ خَلَونَ من شهر ربيع الأول، ودفن بالبقيع.
يعتبره أهل السنة والجماعة خامس الخلفاء الراشدين وأن النبي بشّر أنه سيصلح الله به بين فئتين من المسلمين، وبسببه انتهت الفتنة، ويعتقد الشيعة الاثنا عشرية أنه الإمام الثاني من الأئمة الاثني عشر، ومن المعصومين الأربعة عشر، ومن أصحاب الكساء. قيل إنّ الحسن كان كثير الزواج والطلاق، وشكك البعض بذلك، ولا يُعرف من أسماء زوجاته إلا إحدى عشرة زوجة بما فيهنّ أمهات الأولاد، ذكر الذهبي أن للحسن اثني عشر ابنًا ذكرًا، وذكر أنه ولم يُعقِب منهُم سِوى الحسن المثنى وزيد بن الحسن، وذكر الفخر الرازي أن له من الأولاد ثلاثة عشر ذكرًا وست بنات، وذكر المفيد خمسة عشر ولدًا ذكرًا وأنثى.
سبب تلقيبه بخامس الخلفاء الراشدين: استدل علماء المسلمين على أنه أحد الخلفاء الراشدين بالحديث الذي ورد في دلائل النبوة من طرق عن سفينة مولى رسول الله: أن رسول الله ﷺ قال: « الخلافة بعدي ثلاثون سنة، ثم تكون ملكا»، وإنها كملت الثلاثون بخلافة الحسن بن علي، فإنه نزل عن الخلافة لمعاوية في ربيع الأول من سنة إحدى وأربعين، وذلك كمال ثلاثين سنة من موت رسول الله ﷺ; فإنه توفي في ربيع الأول سنة إحدى عشرة من الهجرة.

### عمر بن عبد العزيز
أبو حفص عمر بن عبد العزيز بن مروان بن الحكم الأموي القرشي (61هـ\681م - 101هـ\720م)، هو ثامن الخلفاء الأمويين، عمر الثاني. ولد سنة 61هـ في المدينة المنورة، ونشأ فيها عند أخواله من آل عمر بن الخطاب، فتأثر بهم وبمجتمع الصحابة في المدينة، وكان شديد الإقبال على طلب العلم. وفي سنة 87هـ، ولّاه الخليفة الوليد بن عبد الملك على إمارة المدينة المنورة، ثم ضم إليه ولاية الطائف سنة 91هـ، فصار والياً على الحجاز كلها، ثم عُزل عنها وانتقل إلى دمشق. فلما تولى سليمان بن عبد الملك الخلافة قرّبه وجعله وزيراً ومستشاراً له، ثم جعله ولي عهده، فلما مات سليمان سنة 99هـ تولى عمر الخلافة.
تميزت خلافة عمر بن عبد العزيز بعدد من المميزات، منها: العدلُ والمساواة، وردُّ المظالم التي كان أسلافه من بني أمية قد ارتكبوها، وعزلُ جميع الولاة الظالمين ومعاقبتُهم، كما أعاد العمل بالشورى، ولذلك عدّه كثير من العلماء خامس الخلفاء الراشدين، كما اهتم بالعلوم الشرعية، وأمر بتدوين الحديث النبوي الشريف. استمرت خلافة عمر سنتين وخمسة أشهر وأربعة أيام، حتى قُتل مسموماً سنة 101هـ، فتولى يزيد بن عبد الملك الخلافة من بعده.
سبب تلقيبه بخامس الخلفاء الراشدين: لُقِب بخامس الخلفاء الراشدين لاشتهاره بالعدل والزهد والورع، ويرى بعضهم أنه هو المجدد الأول في الإسلام، قال عبد الملك الميموني: كنت عند أحمد بن حنبل، وجرى ذكر الشافعي، فرأيت أحمد يرفعه، وقال: «يُروى عن النبي ﷺ: «إن الله يبعث لهذه الأمة على رأس كل مائة سنة من يقرر لها دينها»، فكان عمر بن عبد العزيز  على رأس المائة، وأرجو أن يكون الشافعي على رأس المائة الأخرى». ، ويُذكر أن عمر بن الخطاب رأى ذات ليلة رؤيا، وكان يقول: «ليت شعري من ذو الشين (أي العلامة) من ولدي الذي يملؤها عدلاً كما مُلئت جوراً؟»، فكان عبد الله بن عمر يقول: «إن آل الخطاب يرون أن بلال بن عبد الله بوجهه شامة، فحسبوه المبشر الموعود، حتى جاء الله بعمر بن عبد العزيز».

## التوسع العسكري
في عهد الخلافة الراشدة أصبحت الدولة الإسلامية أقوى دول العالم عسكرياً آنذاك وأوسعها رقعةً، حيث ضمت الدولة الإسلامية شبه الجزيرة العربية والشام والعراق ومصر وأفريقية، وفارس، وخراسان.

## الآراء حولهم

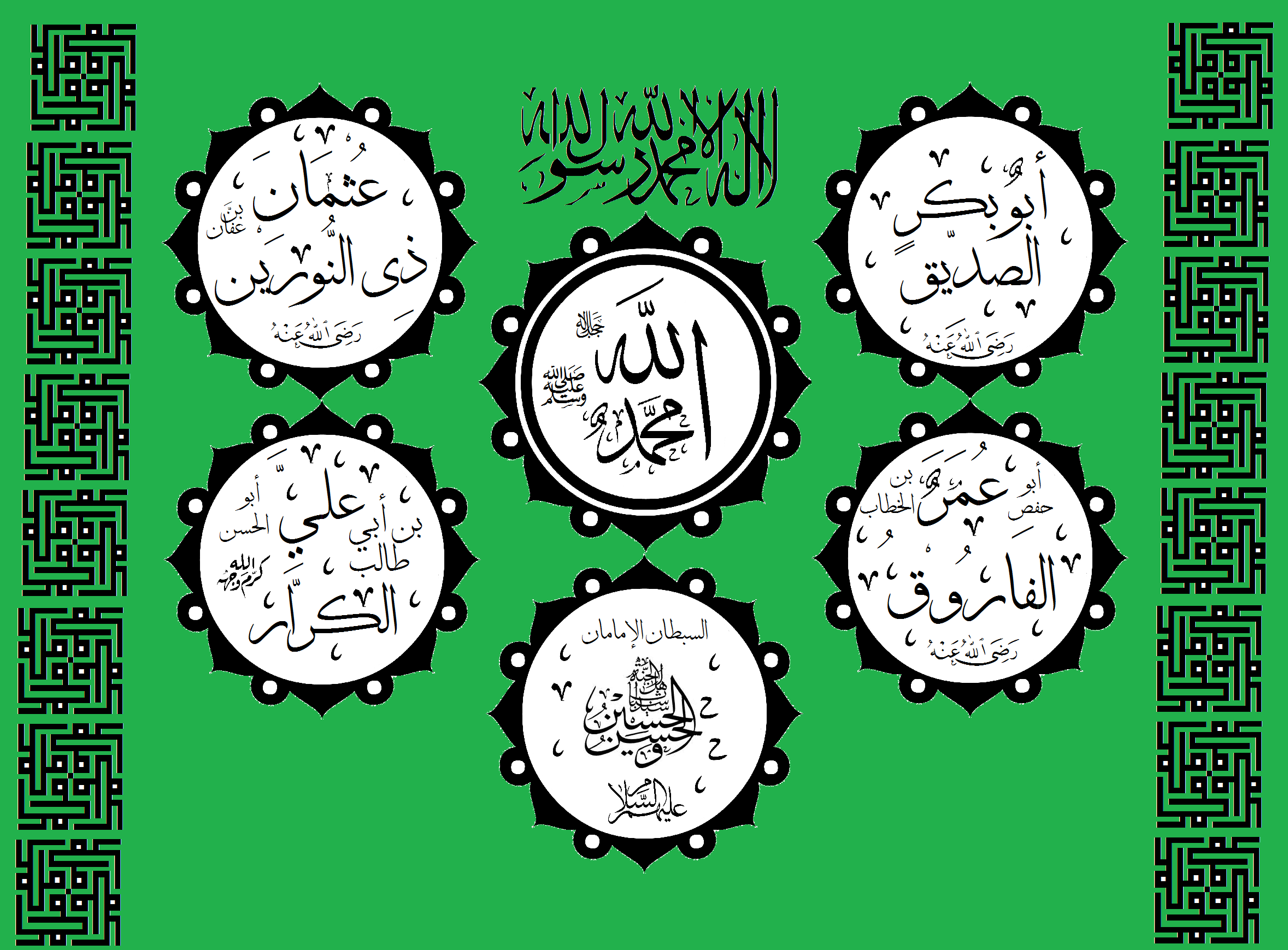
تخطيط لِلفظ الجلالة واسم الرسول مُحمَّد، تُحيط به أسماء الخُلفاء الراشدين: أبو بكر وعُمر وعُثمان وعليّ، وفي الأسفل بِالوسط اسم الإمامين الحسن والحُسين

### رأيأهل السنة
يرى أهل السنة: أن الخلفاء الراشدين أفضل الصحابة. وهناك العديد من الأحاديث المروية عن النبي محمد في فضلهم، منها قول النبي: «عليكم بسنتي، وسنة الخلفاء الراشدين المهديين عضوا عليها بالنواجذ، وإياكم ومحدثات الأمور، فإن كل بدعة ضلالة.». ويعد عُلماء المذاهب الأربعة لأهل السُنَّة والجماعة (الحنفيَّة والشافعيَّة والمالكيَّة والحنبليَّة) دولة الخِلافة الراشدة أعدل دول الخِلافة الإسلاميَّة على الإطلاق وأصحّها تطبيقًا لنهج الإسلام وأكثرها تسامحًا وقسطًا، وأنَّ الخُلفاء الراشدون جميعهم سواسية، لا فضل لأحدٍ منهم على الآخر، وأنَّ ما حصل في عهد عليّ بن أبي طالب إنَّما هو خِلافٌ سياسيّ دُنيوي يقع في أي عهد وأي دولة وعند أي حاكم، وبناءً عليه فإنَّهم يقولون بترك الحكم لله في خِلاف مُعاوية وعليّ، دون المُغالاة في حُب أو كره أحدهما. وفي حديثٍ عن الإمام أحمد بن حنبل نقلًا عن سفينة أبو عبد الرحمن أنَّه قال: «قال رسول الله ﷺ: "الْخِلاَفَةُ فِي أُمّتِي ثَلاَثُونَ سَنَةً، ثُمّ مُلْكٌ بَعْدَ ذَلِكَ". ثُمّ قَالَ سَفِينَةُ: "امْسِكْ عَلَيْكَ خِلاَفَةَ أَبي بَكْرٍ"، ثُمّ قَالَ: "وَخِلاَفةَ عُمَرَ وَخِلاَفَةَ عُثْمانَ"، ثُمّ قَالَ لي: "امسِكْ خِلاَفَةَ عَلِيّ قال: فَوَجَدْنَاهَا ثَلاَثِينَ سَنَةً"».
قال محمد بن جرير الطبري: "وكذلك نقول؛ فأفضل أصحابه الصديق أبو بكر ، ثم الفاروق بعده عمر، ثم ذو النورين عثمان بن عفان، ثم أمير المؤمنين وإمام المتقين علي بن أبي طالب  أجمعين"، وقال الآجري: "ومذهبنا فيهم أنا نقول في الخلافة والتفضيل: أبو بكر، ثم عمر، ثم عثمان، ثم علي ."، قال أبو حامد الغزالي: «وقد أجمعوا على تقديم أبي بكر، ثم نص أبو بكر على عمر، ثم أجمعوا بعده على عثمان، ثم على علي ، وليس يظن منهم الخيانة في دين الله تعالى لغرض من الأغراض، وكان إجماعهم على ذلك من أحسن ما يستدلُّ به على مراتبهم في الفضل، ومن هذا اعتقد أهل السنة هذا الترتيب في الفضل، ثم بحثوا عن الأخبار فوجدوا فيها ما عرف مستند الصحابة وأهل الإجماع في هذا الترتيب.».

### رأيالشيعة
يتفق غالبية الشيعة الإمامية وكثير من الزيدية على كفر من تقدم على علي بن أبي طالب، يقول الشيخ المفيد: «اتفقت الإمامية وكثير من الزيدية على أن المتقدمين على أمير المؤمنين  ضلال فاسقون، وأنهم بتأخيرهم أمير المؤمنين  عن مقام رسول الله  عصاة ظالمون، وفي النار بظلمهم مخلدون »
ويرى الشيعة الاثنا عشرية أن الخلفاء الراشدون هم الأئمة الاثنا عشر.
ويقول أحمد بن محمد بن لقمان وهو أحد علماء الزيدية: «فإن العترة  فيما نعلم مجمعون هم وشيعتهم على بطلان إمامة من تقدم أمير المؤمنين، وإجماعهم هو الحجة التي تجب على كل مكلف العمل بها كما يجب العمل بالكتاب والسنة »

### رأيالإباضية
يرى الإباضية كفر عثمان بن عفان وعلي بن أبي طالب.

### آراء غير المسلمين
أما غير المسلمين فلهم آراء عدة منها ما يوافق السنة ومنها ما يوافق الشيعة، يقول فلهوزن: «كان أبو بكر وعمر يعلمان أنهما لم يتوليا الخلافة بفضل حق شرعي، بل عن طريق الاغتصاب، وهما لم يستطيعا أن يسبغا على رياستهما التي كانت غير شرعية في أول الأمر ثوباً شرعياً إلا فيما بعد »
بينما يقول المستشرق بول عن أبي بكر: «من أهم الشخصيات في صدر الإسلام، وكان من أخص صفاته ذلك الإيمان القوي الذي لا يتزعزع بأن محمداً هو الرسول الذي اختاره الله لإبلاغ رسالته.»
وقال واشنجتون إيرفنج عن عمر بن الخطاب: «إن حياة عمر من أولها إلى آخرها تدل على أنه كان رجلاً ذا مواهب عقلية عظيمة، وكان شديد التمسك بالاستقامة والعدالة »